# Marcin Michalski (filolog)
Marcin Michalski (ur. 1981) – tłumacz i językoznawca specjalizujący się w języku arabskim.

## Życiorys
Marcin Michalski doktoryzował się w 2008 na podstawie rozprawy poświęconej typologii syntagm przymiotnikowych w języku arabskim. W 2020 otrzymał stopień doktora habilitowanego nauk humanistycznych w dyscyplinie językoznawstwo na podstawie pracy pt. Written Moroccan Arabic: A study of qualitative variational heterography poświęconej grafii (pisowni) dialektu marokańskiego języka arabskiego. Pracuje jako profesor uczelni w Instytucie Lingwistyki Stosowanej Uniwersytetu im. Adama Mickiewicza w Poznaniu.
Tłumaczy głównie z języka arabskiego, oprócz niego także z hiszpańskiego, niemieckiego i angielskiego. Jest autorem artykułów naukowych dotyczących gramatyki – głównie składni – języka arabskiego i problematyki przekładu literackiego związanej z tym językiem. Opracował, we współpracy z Michaelem Abdallą, pierwszy w Polsce obustronny słownik polsko-arabski arabsko-polski.

## Przekłady książek
- Idąca (arab. المشّاءة Al-Maszsza'a), Samar Jazbek, Katowice, Wydawnictwo Sonia Draga 2023.
- Utracony obraz (arab. صورة مفقودة Sura mafkuda), Asma al-Atauna, Katowice, Wydawnictwo Sonia Draga 2021.
- Jalo (arab. يالو), Iljas Churi, Kraków, Karakter 2014, ISBN 978-83-62376-63-6[3].
- Kiedyś o tym miejscu napiszę. Wspomnienia (ang. One Day I Will Write about This Place. A Memoir), Binyavanga Wainaina, Kraków, Karakter 2014, ISBN 978-83-62376-50-6[4].
- Druzowie z Belgradu. Historia Hanny Jakuba (arab. دروز بلغراد. حكاية حنا يعقوب Duruz Bilghrad. Hikajat Hanna Jakub), Rabi Dżabir, Wrocław, Biuro Literackie 2013, ISBN 978-83-63129-26-2[5].
- Taksi. Opowieści z kursów po Kairze (arab. تاكسي. حواديت المشاوير Taksi. Hawadit il-maszawir), Chalid al-Chamisi, Kraków, Karakter 2011, ISBN 978-83-62376-03-2[6].
- Rok Potopu (ang. The Year of the Flood), Margaret Atwood, Kraków, Znak 2010, ISBN 978-83-240-1278-7[7].
- Dziewczyna w złotych majtkach (hiszp. La muchacha de las bragas de oro), Juan Marsé, Kraków, Znak 2010, ISBN 978-83-240-1382-1[8].
- Krajobraz męskiej duszy (niem. Männerseelen. Ein psychologischer Reiseführer), Björn Süfke, Poznań, W drodze 2009. ISBN 978-83-7033-708-7[9].

## Przekłady w antologiach i czasopismach
- Opowiadanie Nawal as-Sadawi (Egipt): „Opowieść o wyborach w Egipcie, czyli nieujawniona dwoistość", w: Mistrzowie opowieści: O kobiecie, w wyborze Justyny Czechowskiej, 2023, Warszawa: Wielka Litera, str. 117-128.

Fragmenty twórczości współczesnych prozaików arabskich publikowane w numerze 11-12/2016 (544-545) „Literatury na Świecie” (2016) poświęconym literaturze arabskiej:
- Nawal as-Sadawi (Egipt): „Upadek Imama” (fragmenty); „Dżannat i Diabeł” (2 rozdz.).
- Muhammad Szukri (Maroko): „Suchy chleb. Powieść autobiograficzna” (3 rozdz.); „Hammadi Hazardziarz” (opowiadanie); „Paul Bowles i samotność w Tangerze” (2 rozdz.).
- Abd al-Aziz Dżadir (Maroko): „Paul Bowles i Muhammad Szukri - ostatnia rozmowa” (fragmenty).
- Iljas Churi (Liban): „Podróż Małego Gandhiego” (2 rozdz.).
- Salim Barakat (Syria): „Żelazny pasikonik” (3 rozdz.); „Trąb głośno! Trąb na larum co w piersiach tchu!” (fragmenty).

Przekład czterech makam (opowiadań pisanych prozą rymowaną, tzw. sadżem) średniowiecznego filologa arabskiego Al-Haririego:
- Makama eufracka, „Przekładaniec”, 2007, 1-2, 114-121.
- Makama samarkandzka, „Przekładaniec”, 2007, 1-2, 123-129.
- Makama sanijska, „Przegląd Orientalistyczny”, 2008, 1/2, 103-105.
- Makama o dwóch dinarach, „Przegląd Orientalistyczny”, 2008, 1/2, 105-108.

## Wybrane publikacje
- 2006. Names of Diseases in Classical Arabic. „Lingua Posnaniensis” 48, s. 67-83.
- 2007. Hamlet. Emir Danii – o jednym z przekładów dramatu Szekspira na język arabski. W: Arabowie – islam – świat. Redd. M.M. Dziekan, I. Kończak. Łódź: Wydawnictwo Ibidem. s. 169-185.
- 2007. Warstwa formalna średniowiecznej arabskiej prozy rymowanej w przekładzie, czyli Makamy al-Haririego po polsku. „Przekładaniec” 18-19, s. 130-141.
- 2009. Qualification and Morphology in Hypotactic Syntagms in Modern Written Arabic. „Rocznik Orientalistyczny” LXII, 1, s. 117-131.
- 2009. Adjectives in Hypotaxis: Proposed Dimensions for a Description of Syntagms in Modern Written Arabic. „Lingua Posnaniensis” 51, s. 39-56.
- 2009. Jak można tłumaczyć średniowieczną arabską prozę rymowaną na język polski – Makamy al-Haririego (1054-1122). W: 50 lat polskiej translatoryki. Red. K. Hejwowski, A. Szczęsny, U. Topczewska. Warszawa: Instytut Lingwistyki Stosowanej, s. 473-488.
- 2009. Literatura niemal nieobecna – polskie przekłady współczesnych powieści arabskich. „Przekładaniec” 21, s. 180-195.
- 2010. Słownik polsko–arabski arabsko–polski (we współpracy z M. Abdallą), Kraków, Level Trading, ISBN 978-83-61800-53-8[2].
- 2013 (współautorstwo Joachim Stephan). Noch einmal zum 34. Kapitel der Goldwiesen al-Mas‘ūdīs über die Slawen. „Folia Orientalia” 50, s. 283-299.
- 2014. Przeciw (nadużywaniu) tradycji: „Upadek Imama” Nawal as-Sadawi. „Litteraria Copernicana” 1/13, s. 55-65.
- 2016 (współautorstwo Joanna Nowak-Michalska). Termin gender w tłumaczeniach antyprzemocowej konwencji Rady Europy na języki polski, hiszpański, niemiecki i arabski. Wː Język polskiego prawa: nowe wyzwania, red. D. Kondratczyk-Przybylska; A. Niewiadomski; E. Walewska. Warszawa, s. 199-208.
- 2019. Written Moroccan Arabic: A study of qualitative variational heterography. Poznań: Wydawnictwo Uniwersytetu im. Adama Mickiewicza.